# ولمیر مارکز
ولمیر مارکز (انگلیسی: Wlamir Marques؛ زادهٔ ۱۶ ژوئیهٔ ۱۹۳۶) بازیکن بسکتبال اهل برزیل بود.
وی در مسابقات کشوری و بین‌المللی در مجموع برندهٔ ۶ مدال طلا، ۳ مدال نقره، ۵ مدال برنز شده‌است.